# Дайн, Джим
Джим Дайн (англ. Jim Dine; 1935, Цинциннати, штат Огайо) — американский современный художник, один из создателей поп-арта.

## Жизнь и творчество
Джим Дайн родился в семье торговца. Образование получил в 1953—1958 годах в университете Цинциннати, университете Огайо (Колумбус) и Бостонской школе изящных искусств. В 1959 году переезжает в Нью-Йорк. Совместно с Класом Олденбургом, Алланом Капроу и Марком Ратлифом создаёт Джадсон-галерею в Нью-Йорке, где друзья организуют первые хэппенинги. Между 1960 и 1965 годами Джим Дайн преподаёт в Оберлинском колледже (Огайо) и в Йельском университете. С 1966 года работает совместно с шотландским скульптором Эдуардо Паолоцци в Лондоне. В настоящее время художник живёт и работает в Нью-Йорке.
Джим Дайн известен как художник, график, скульптор, с 60-х годов XX столетия — также как поэт, позднее увлекался фотоискусством и художественным творчеством для театра. В живописи работал в стилях поп-арта, абстрактного экспрессионизма, а с 80-х годов — также фигуративной живописи.
Участник Венецианской биеннале 1964 года и 4-й документы (1968). Входит в топ-100 художников XX-XXI веков по версии ArtFacts.net (по состоянию на 2012 год занимает 95-е место).